# Kościół Dwunastu Apostołów Jezusa Chrystusa w Ozorkowie
Kościół Dwunastu Apostołów Jezusa Chrystusa – kościół parafialny parafii Ewangelicko-Augsburskiej w Ozorkowie (diecezja warszawska Kościoła Ewangelicko-Augsburskiego w RP).
Świątynia została ufundowana przez rodziny fabrykantów Macieja Schlossera i Christiana Wernera. 9 października 1842 roku kościół został uroczyście poświęcony. Budowla reprezentuje styl neoklasycystyczny i jest zwieńczona figurami dwunastu apostołów, od których otrzymała swoją nazwę. W dowód wdzięczności za wsparcie finansowe budowy świątyni, parafia umieściła we wnętrzu kościoła dwie pamiątkowe tablice, poświęcone obydwóm rodzinom fundatorów.
Po zakończeniu II wojny światowej świątynia została zamieniona na obóz. Kościół po likwidacji obozu został przejęty i był użytkowany przez parafię rzymskokatolicką.
Później podjęto starania o zwrot świątyni, który nastąpił dopiero w 1953 roku.
Odzyskana budowla była mocno zdewastowana, nie posiadała organów, ławek, oświetlenia elektrycznego, dzwonów i wielu innych elementów. Stopniowo i systematycznie były przeprowadzane różne naprawy i były uzupełniane braki. Ławki np. zostały sprowadzone z kościoła w Kamiennej Górze.